# Football Club Lugano 2023-2024
Questa voce raccoglie le informazioni riguardanti il Football Club Lugano nelle competizioni ufficiali della stagione 2023-2024.

## Maglie e sponsor
Lo sponsor tecnico per la stagione 2023-2024 è Erreà, mentre il main sponsor sulla maglia è AIL
| Casa | Trasferta | Terza Maglia |

## Rosa 2023-2024
Aggiornata al 29 agosto 2023.
| N. |                      | Ruolo | Calciatore                    |
| -- | -------------------- | ----- | ----------------------------- |
| 1  | Svizzera (bandiera)  | P     | Amir Saipi                    |
| 4  | Kosovo (bandiera)    | D     | Kreshnik Hajrizi              |
| 5  | Svizzera (bandiera)  | D     | Albian Hajdari                |
| 6  | Ecuador (bandiera)   | D     | Jhon Espinoza                 |
| 7  | Rep. Ceca (bandiera) | C     | Roman Macek                   |
| 8  | Svizzera (bandiera)  | C     | Adrian Durrer                 |
| 9  | Slovenia (bandiera)  | A     | Žan Celar                     |
| 10 | Svizzera (bandiera)  | A     | Mattia Bottani                |
| 11 | Svizzera (bandiera)  | A     | Renato Steffen                |
| 13 | Svizzera (bandiera)  | P     | Serif Berbic                  |
| 15 | Grecia (bandiera)    | P     | Fotis Pseftis                 |
| 14 | Uruguay (bandiera)   | C     | Jonathan Sabbatini (capitano) |
| 16 | Svizzera (bandiera)  | C     | Anto Grgić                    |
| 17 | Germania (bandiera)  | D     | Lars Lukas Mai                |
| 18 | Francia (bandiera)   | A     | Hicham Mahou                  |
| 19 | Kosovo (bandiera)    | A     | Shkelqim Vladi                |

| N. |                       | Ruolo | Calciatore          |
| -- | --------------------- | ----- | ------------------- |
| 21 | Francia (bandiera)    | C     | Yanis Cimignani     |
| 22 | Marocco (bandiera)    | D     | Ayman El Wafi       |
| 23 | Argentina (bandiera)  | D     | Milton Valenzuela   |
| 24 | Nigeria (bandiera)    | C     | Yohan Nkama         |
| 25 | Svizzera (bandiera)   | C     | Uran Bislimi        |
| 26 | Portogallo (bandiera) | D     | Martim Marques      |
| 27 | Svizzera (bandiera)   | A     | Boris Babic         |
| 28 | Slovenia (bandiera)   | C     | Abel Marc           |
| 29 | Tunisia (bandiera)    | C     | Hadj Mahmoud        |
| 31 | Argentina (bandiera)  | A     | Ignacio Aliseda     |
| 34 | Svizzera (bandiera)   | D     | Allan Arigoni       |
| 41 | Svizzera (bandiera)   | D     | Noah De Queiroz     |
| 44 | Italia (bandiera)     | D     | Gianluca Pizzagalli |
| 46 | Svizzera (bandiera)   | C     | Ilija Maslarov      |
| 58 | Nigeria (bandiera)    | P     | Sebastian Osigwe    |
| 90 | Svizzera (bandiera)   | P     | Steven Deana        |
| 99 | Svizzera (bandiera)   | P     | Diego Mina          |

## Risultati

### Super League

#### Stagione regolare

##### Primo girone
| Arbitro: | Dudic |

|  |           |                                 |
|  | Marcatori | 9’ Steffen 48’ Celar 63’ Amoura |

| Arbitro: | Wolfensberger |

|           |           |  |
| Celar 70’ | Marcatori |  |

| Arbitro: | Schärer |

|                            |           |  |
| Afriyie 68’, 76’ Okita 80’ | Marcatori |  |

| Arbitro: | Turkes |

|                                                                                    |           |           |
| Sabbatini 24’ Vladi 34’ Bottani 41’ Sauthier 51’ (aut.) Valenzuela 65’ Steffen 79’ | Marcatori | 8’ Carlos |

| Arbitro: | Dudic |

|           |           |                                       |
| Macek 54’ | Marcatori | 29’ Dubasin 61’ Jovanović 90+2’ Beney |

| Arbitro: | Fähndrich |

|                                    |           |                         |
| Meyer 19’, 22’ (rig.) Villiger 74’ | Marcatori | 4’ Espinoza 90+6’ Vladi |

| Arbitro: | Cibelli |

|                                              |           |               |
| Nsame 19’, 37’ Monteiro 32’ Lustenberger 57’ | Marcatori | 80’ Cimignani |

| Arbitro: | Gianforte |

|                         |           |             |
| Celar 34’ Cimignani 73’ | Marcatori | 48’ Sanches |

| Arbitro: | Horisberger |

|                    |           |                                   |
| Burkart 68’, 90+3’ | Marcatori | 22’ Vladi 70’ Marques 73’ Mahmoud |

| Arbitro: | Schärer |

|  |           |              |
|  | Marcatori | 38’ Crivelli |

| Arbitro: | Staubli |

|                          |           |             |
| Schürpf 71’ Ndenge 90+3’ | Marcatori | 83’ Hajdari |

##### Secondo giorne
| Arbitro: | Horisberger |

|               |           |             |
| Cimignani 78’ | Marcatori | 58’ Ugrinic |

| Arbitro: | Staubli |

|                                     |           |               |
| Kalu 71’ Labeau 80’ Schweizer 90+4’ | Marcatori | 75’ Sabbatini |

| Arbitro: | Schnyder |

|  |           |                                      |
|  | Marcatori | 14’ Okita 33’ Kamberi 88’ Marchesano |

| Arbitro: | Turkes |

|  |           |                                                    |
|  | Marcatori | 57’ Hajdari 59’, 62’ Celar 74’ Hajrizi 90+1’ Babić |

| Arbitro: | Horisberger |

|             |           |  |
| Mahmoud 50’ | Marcatori |  |

| Arbitro: | Wolfensberger |

|                       |           |              |
| Steffen 39’ Celar 83’ | Marcatori | 90+2’ Ballet |

| Arbitro: | Luca Cibelli |

|                       |           |                       |
| Bedia 27’ (rig.), 40’ | Marcatori | 53’ Vladi 84’ El Wafi |

| Arbitro: | Wolfensberger |

|                  |           |                                               |
| Bislimi 61’, 82’ | Marcatori | 8’ (rig.) Kyeremateng 17’ Eberhard 35’ Gharbi |

| Arbitro: | Fähndrich |

|                |           |                                            |
| Stevanović 68’ | Marcatori | 45’ Sabbatini 73’, 90+3’ Celar 80’ Bislimi |

| Lugano 31 gennaio 2024, ore 20:30 CET 21ª giornata | Lugano      | 0 – 0 | Grasshoppers | Stadio di Cornaredo (2.362 spett.)\| Arbitro: \| Von Mandach \| |
| Arbitro:                                           | Von Mandach |       |              |                                                                 |

| Arbitro: | San |

|  |           |             |
|  | Marcatori | 69’ Steffen |

##### Terzo girone
| Arbitro: | Gianforte |

|                                            |           |                                 |
| Bislimi 45+1’ Hajrizi 56’ Celar 80’ (rig.) | Marcatori | 8’ Colley 52’ Mvuka 62’ Ugrinic |

| Arbitro: | Sefan Horisberger |

|                                 |           |             |
| Stevanović 71’ Bolla 89’ (rig.) | Marcatori | 11’ Mahmoud |

| Arbitro: | Wolfensberger |

|                            |           |  |
| Vladi 25’ (rig.) Celar 68’ | Marcatori |  |

| Arbitro: | Kanagasingam |

|  |           |           |
|  | Marcatori | 40’ Vladi |

| Arbitro: | San |

|                       |           |                                   |
| Akolo 3’ Geubbels 13’ | Marcatori | 10’ Celar 47’ Mahmoud 80’ Bislimi |

| Arbitro: | Turkes |

|                            |           |  |
| Mahmoud 37’ Valenzuela 58’ | Marcatori |  |

| Arbitro: | Cibelli |

|              |           |                                     |
| Damașcan 90’ | Marcatori | 76’ Doumbia 79’ Celar 86’ Przybyłko |

| Arbitro: | Dudic |

|                         |           |  |
| Hajdari 44’ Steffen 69’ | Marcatori |  |

| Arbitro: | Von Mandach |

|                          |           |                            |
| Schneider 63’ Turkeš 84’ | Marcatori | 48’ Cimignani 83’ Espinoza |

| Arbitro: | Turkes |

|  |           |                  |
|  | Marcatori | 10’ (rig.) Celar |

| Arbitro: | Cibelli |

|                      |           |  |
| Bislimi 4’ Grgić 10’ | Marcatori |  |

#### Championship Group
| Arbitro: | San |

|  |           |            |
|  | Marcatori | 44’ Witzig |

| Arbitro: | Lukas Fähndrich |

|  |           |                     |
|  | Marcatori | 12’ Ousmane Doumbia |

| Arbitro: | Anojen Kanagasingam |

|                                                                          |           |                                     |
| Jonathan Sabbatini 43’ Uran Bislimi 49’ Renato Steffen 67’ Zan Celar 89’ | Marcatori | 27’ Aldin Turkes 87’ Nishan Burkart |

| Arbitro: | Fedayi San |

|                                        |           |                    |
| Lindrit Kamberi 12’ Jonathan Okita 55’ | Marcatori | 88’Yanis Cimignani |

| Arbitro: | Luca Cibelli |

|  |           |                           |
|  | Marcatori | 4’ 52’ Jérémy Guillemenot |

### Coppa Svizzera
| Arbitro: | Schärli |

|  |           |                                                                         |
|  | Marcatori | 4’ Marques 6’ Vladi 62’ Celar 89’ Steffen 90+1’ Sabbatini 90+4’ Bottani |

| Arbitro: | Kanagasingam |

|  |           |                              |
|  | Marcatori | 45+1’, 79’ Celar 89’ Bottani |

| Arbitro: | Schnyder |

|  |           |                                                                   |
|  | Marcatori | 23’ Vladi 33’ (rig.) Steffen 56’ Bislimi 90+3’ (aut.) Kukuruzović |

| Arbitro: | Cibelli |

|                                   |                      |                                  |
| Barry 81’, 83’                    | Marcatori            | 6’, 15’ Celar                    |
| Veiga Frei Jovanović Barry Schmid | Tiri di rigore 3 – 4 | Valenzuela Vladi Sabbatini Mahou |

| Arbitro: | Schnyder |

|  |           |                                |
|  | Marcatori | 45’ Cimignani 51’ (rig.) Celar |

| Arbitro: | Alessandro Dudic |

| |                      | |
| Lukas Mai Anto Grgic Ignacio Aliseda Hicham Mahou Jonathan Sabbatini Renato Steffen Milton Valenzuela Ousmane Doumbia Yanis Cimignani Albian Hajdari Amir Saipi Lukas Mai | Tiri di rigore 8 – 9 | Miroslav Stevanovic Yoan Severin Takuma Nishimura Steve Rouiller Bendegúz Bolla Keigo Tsunemoto David Douline Bradley Mazikou Gaël Ondoua Théo Magnin Joël Mall Yoan Severin |

### UEFA Europa League

#### Fase di qualificazione
| Arbitro: | Jorgji |

|                     |           |  |
| Eckert 8’ Terho 71’ | Marcatori |  |

| Arbitro: | Osmers |

|  |           |           |
|  | Marcatori | 6’ Eckert |

### UEFA Europa Conference League

#### Fase a gironi
| Zurigo 21 settembre 2023, ore 21:00 CEST 1ª giornata | Lugano | 0 – 0 | Bodø/Glimt | Stadio Letzigrund (1.384 spett.)\| Arbitro: \| Smajć \| |
| Arbitro:                                             | Smajć  |       |            |                                                         |

| Arbitro: | Fucsman |

|                    |           |                                         |
| Aboubakar 38’, 52’ | Marcatori | 81’ Aliseda 86’ Vladi 90’ (aut.) Bailly |

| Arbitro: | Hategan |

|           |           |                                        |
| Vladi 74’ | Marcatori | 15’ Balanta 50’ Skov Olsen 87’ Vanaken |

| Arbitro: | Bognár |

|                                 |           |  |
| Thiago 62’ (rig.) Vanaken 90+6’ | Marcatori |  |

| Arbitro: | Bel |

|                                                    |           |                     |
| Pellegrino 40’, 78’ Fet 52’ Berg 65’ Kapskarmo 88’ | Marcatori | 69’ Celar 86’ Babić |

| Arbitro: | Raczkowski |

|  |           |                     |
|  | Marcatori | 36’ Tosun 88’ Terzi |

## Statistiche

### Statistiche di squadra
| Competizione                  | Punti | In casa | In casa | In casa | In casa | In casa | In casa | In trasferta | In trasferta | In trasferta | In trasferta | In trasferta | In trasferta | Totale | Totale | Totale | Totale | Totale | Totale | DR  |
| Competizione                  | Punti | G       | V       | N       | P       | Gf      | Gs      | G            | V            | N            | P            | Gf           | Gs           | G      | V      | N      | P      | Gf     | Gs     | DR  |
| ----------------------------- | ----- | ------- | ------- | ------- | ------- | ------- | ------- | ------------ | ------------ | ------------ | ------------ | ------------ | ------------ | ------ | ------ | ------ | ------ | ------ | ------ | --- |
| Super League                  | 56    | 15      | 8       | 3       | 4       | 25      | 17      | 17           | 9            | 2            | 6            | 34           | 27           | 33     | 17     | 5      | 10     | 59     | 44     | +15 |
| Coppa Svizzera                | -     | 0       | 0       | 0       | 0       | 0       | 0       | 4            | 3            | 1            | 0            | 16           | 2            | 4      | 3      | 1      | 0      | 16     | 2      | +14 |
| Europa League                 | -     | 1       | 0       | 0       | 1       | 0       | 1       | 1            | 0            | 0            | 1            | 0            | 2            | 2      | 0      | 0      | 2      | 0      | 3      | -3  |
| UEFA Europa Conference League | 4     | 3       | 0       | 1       | 2       | 1       | 5       | 3            | 1            | 0            | 2            | 5            | 9            | 6      | 1      | 1      | 4      | 6      | 14     | -8  |
| Totale                        |       | 19      | 8       | 4       | 7       | 26      | 23      | 25           | 13           | 3            | 9            | 55           | 40           | 44     | 21     | 7      | 16     | 81     | 63     | +18 |

### Andamento in campionato
| Giornata  | 1 | 2 | 3 | 4 | 5 | 6 | 7 | 8 | 9 | 10 | 11 | 12 | 13 | 14 | 15 | 16 | 17 | 18 | 19 | 20 | 21 | 22 | 23 | 24 | 25 | 26 | 27 | 28 | 29 | 30 | 31 | 32 | 33 | 34 | 35 | 36 | 37 | 38 |
| --------- | - | - | - | - | - | - | - | - | - | -- | -- | -- | -- | -- | -- | -- | -- | -- | -- | -- | -- | -- | -- | -- | -- | -- | -- | -- | -- | -- | -- | -- | -- | -- | -- | -- | -- | -- |
| Luogo     | T | C | T | C | C | T | T | C | T | C  | T  | C  | T  | C  | T  | C  | C  | T  | C  | T  | C  | T  | C  | T  | C  | T  | T  | C  | T  | C  | T  | T  | C  | C  | T  | C  | T  | C  |
| Risultato | V | V | P | V | P | P | P | V | V | P  | P  | N  | P  | P  | V  | V  | V  | N  | P  | V  | N  | V  | N  | P  | V  | V  | V  | V  | V  | V  | N  | V  | V  | P  | V  | V  | P  | P  |
| Posizione | 1 | 1 | 4 | 2 | 3 | 5 | 7 | 5 | 3 | 4  | 6  | 6  | 6  | 8  | 7  | 6  | 5  | 5  | 5  | 5  | 6  | 6  | 5  | 5  | 5  | 4  | 3  | 3  | 3  | 3  | 3  | 2  | 2  | 3  | 2  | 2  | 2  | 2  |

Legenda:

Luogo: C = Casa; T = Trasferta. Risultato: V = Vittoria; N = Pareggio; P = Sconfitta.